# 哈斯克爾鎮區 (阿肯色州薩林縣)
哈斯克爾鎮區（英語：Haskell Township）是位於美國阿肯色州薩林縣的一個行政鎮區。

## 地方資料
哈斯克爾鎮區的面積為57.75平方千米，當中陸地面積為57.64平方千米，而水域面積為0.11平方千米。根據2010年美國人口普查的數據，當地共有人口4935人，而人口密度為每平方千米85.45人。